# Mtwara (region)

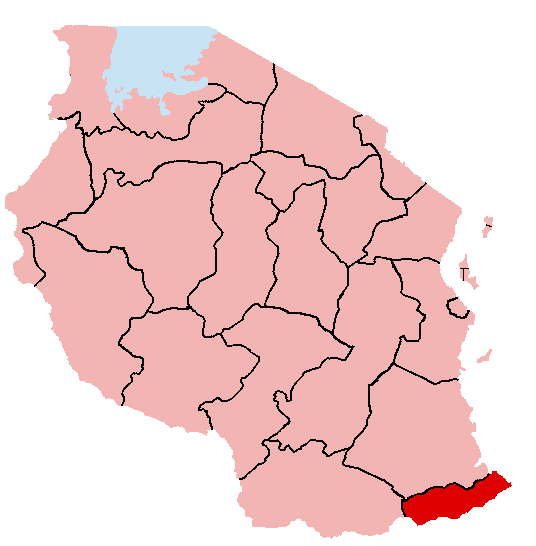
Mtwararegionens läge i Tanzania.

Mtwara är en av de sydligaste av Tanzanias 26 regioner, med kust i öster mot Indiska oceanen och gräns i söder mot Moçambique. Den har en beräknad folkmängd av 1 297 751 invånare 2009 på en yta av 16 707 km². Administrativ huvudort är staden Mtwara vid Indiska oceanens kust. Lindi var en del av Mtwara fram till 1 juli 1972, då den blev en egen region. Ruvumafloden utgör gränsen mellan Mtwararegionen och landet Moçambique.

## Administrativ indelning
Regionen är indelad i fem distrikt:
- Masasi
- Mtwara landsbygd
- Mtwara stad
- Newala
- Tandahimba

## Urbanisering
Regionens urbaniseringsgrad beräknas till 23,45 % år 2009, vilket är en uppgång från 23,00 % året innan. Den största staden är Mtwara, och regionen har ytterligare tre orter med över 10 000 invånare. 
| Ort        | Distrikt    | Yta (km²)     | Invånarantal 2002 |
| ---------- | ----------- | ------------- | ----------------- |
| Mtwara     | Mtwara stad | Ingen uppgift | 79 277            |
| Masasi     | Masasi      | 81,99         | 34 034            |
| Luchingu   | Newala      | Ingen uppgift | 16 910            |
| Tandahimba | Tandahimba  | Ingen uppgift | 10 713            |